# Reprezentacja Guernsey w piłce nożnej mężczyzn
Piłkarska reprezentacja Guernsey w piłce nożnej – zespół, reprezentujący Guernsey, jednak nie należący do Międzynarodowej Federacji Piłki Nożnej (FIFA), ani do Unii Europejskich Związków Piłkarskich (UEFA).

## Bilans z innymi reprezentacjami
- Ostatni mecz:  Jersey 1 – 1 Guernsey  - Jersey - 5 maja 2008. (Muratti Cup)

(Ostatnia aktualizacja: maj 2008)
| Przeciwnik      | Me  | Zw | Re | Po | G+  | G-  |
| --------------- | --- | -- | -- | -- | --- | --- |
| Wyspy Alandzkie | 2   | 0  | 1  | 1  | 2   | 4   |
| Alderney        | 51  | 50 | 0  | 1  | 234 | 22  |
| Anglesey        | 5   | 2  | 2  | 1  | 8   | 4   |
| Falklandy       | 1   | 1  | 0  | 0  | 3   | 0   |
| Frøya           | 2   | 2  | 0  | 0  | 7   | 2   |
| Gibraltar       | 1   | 1  | 0  | 0  | 2   | 1   |
| Grenlandia      | 2   | 1  | 1  | 0  | 6   | 0   |
| Hebrydy         | 1   | 1  | 0  | 0  | 2   | 1   |
| Kornwalia       | 3   | 1  | 1  | 1  | 4   | 8   |
| Man             | 2   | 2  | 0  | 0  | 6   | 3   |
| Wight           | 5   | 2  | 2  | 1  | 9   | 8   |
| Jersey          | 106 | 43 | 12 | 51 | 179 | 204 |
| Orkady          | 2   | 2  | 0  | 0  | 13  | 0   |
| Rodos           | 2   | 1  | 1  | 0  | 2   | 1   |
| Szetlandy       | 3   | 1  | 0  | 2  | 7   | 9   |

## Kadra 2009[1]
- (GK) Chris Tardif 	(Bognor Regis Town)
- Joby Bourgaize (Belgrave Wanderers)
- Sam Cochrane (Belgrave Wanderers)
- Ben Coulter
- Glyn Dyer (Northerners AC)
- Simon Geall (St Martin's AC)
- Dominic Heaume (St Martin's AC)
- Alex Le Prevost (Northerners AC)
- Thomas Le Tissier
- Darren Martin
- Oliver McKenzie
- Paul Page
- Dave Rihoy
- Thomas Strawbridge
- Ross Allen
- Ryan Tippett (St Martin's AC)
- Simon Tostevin (Northerners AC)
- Matthew Warren (St Martin's AC)
- Jason Winch (St Martin's AC)
- Craig Young (Northerners AC)